# Ancham
Anna Fujiki (en japonés: 藤木杏奈, Fujiki Anna), también conocida por su nombre artístico Ancham (en japonés: 杏ちゃむ, Anchamu) (Nagano, 17 de mayo de 1998), es una luchadora profesional y gravure idol japonesa. Ha destacado por trabajar en circuitos independientes, así como en las promociones de lucha libre profesional Ice Ribbon y Gatoh Move Pro Wrestling.

## Carrera profesional

### Gatoh Move Pro Wrestling (2018-2020)
Ancham debutó en la lucha libre profesional en Gatoh Move Pro Wrestling en el evento Gatoh Move Good Work Summer ~ Please Swim This Summer, celebrado el 28 de julio de 2018, donde cayó derrotada ante su propia entrenadora, Emi Sakura, en una competición individual. Tras pasar aproximadamente dos años en la promoción, compitió en varios tipos de combates y gimmicks. En el Gatoh Move Japan Tour #386, celebrado el 17 de octubre de 2018, luchó en una battle royal de Halloween, ganada por Riho, en la que también participaron otros oponentes destacados como Antonio Honda, Baliyan Akki, Choun Shiryu, Masahiro Takanashi, Mei Suruga, Mitsuru Konno, Sayaka Obihiro y Yuna Mizumori. Disputó su último combate para la empresa en Gatoh Move Gtmv #42, el 22 de marzo de 2020, donde cayó derrotada ante Mei Suruga en una competición individual.

### Circuito independiente (2019-presente)
También ha competido en multitud de promociones en la escena independiente japonesa. En el FMW-E Carnival, un evento promovido por Frontier Martial-Arts Wrestling el 19 de diciembre de 2021, compitió en un combate hardcore rumble ganado por Atsushi Onita y en el que también participaron muchos otros oponentes notables, en su mayoría hombres, como Abdullah Kobayashi, Brahman Kei y Brahman Shu, Hikaru Sato, Mr. Pogo, Ricky Fuji y otros.
Compitió en una liga por parejas por el renacido Campeonato por Parejas AAAW de Marvelous That's Women Pro Wrestling entre el 24 de febrero y el 1 de mayo de 2022, en la que formó equipo con Chikayo Nagashima, situándose en el bloque A, donde obtuvieron un total de tres puntos tras enfrentarse a los equipos de Kaoru Ito y Tomoko Watanabe, Hibiscus Mii y Takumi Iroha, y Nippon Ganbare Union (Yuna Manase y Yuuri), sin conseguir avanzar a la final. En el evento New Blood 5 de World Wonder Ring Stardom, celebrado el 19 de octubre de 2022, Ancham formó equipo con Suzu Suzuki para derrotar a Queen's Quest (Hina y Lady C).
En WAVE Detras De Lazona Vol. 9, un evento promovido por Pro Wrestling Wave el 5 de febrero de 2023, Ancham perdió contra Haruka Umesaki. En el primer evento organizado por Sukeban, Ancham formó equipo con Maya Mamushi como parte del stable The Harajuku Stars en un combate perdido contra Dangerous Liaisons (Commander Nakajima y Lady Antoinette). En Pure-J Osaka Festival, celebrado el 1 de octubre de 2023, compitió en un combate a tres bandas ganado por Kyusei Ninja Ranmaru y en el que también participó Kazuki.

### Ice Ribbon (2021-presente)
Ancham debutó con Ice Ribbon el 9 de agosto de 2021, donde formó equipo con Asahi, Shizuku Tsukata y Yappy en una derrota contra Banny Oikawa, Momo Kohgo, Riko Kaiju y Rina Shingaki como resultado de un combate por equipos de ocho mujeres. En Ice Ribbon New Ice Ribbon #1311, el 3 de noviembre de 2023, formó equipo con YuuRI para derrotar a Ibuki Hoshi y Kaho Matsushita y ganar el Campeonato Internacional Ribbon por Equipos, que estaba vacante.

## Campeonatos y logros
- Ice Ribbon
  - International Ribbon Tag Team Championship (2 veces) – con Yuuri (1) y Yappy (1)[14]